# Suisei Planitia
La Suisei Planitia è una pianura presente sulla superficie di Mercurio, a 60,9° di latitudine nord e 147,8° di longitudine ovest.
La pianura è stata battezzata dall'Unione Astronomica Internazionale con il termine utilizzato in giapponese per designare il pianeta stesso.